# 朝鮮会社令
朝鮮会社令（ちょうせんかいしゃれい、明治43年制令第13号。正式名称は会社令（旧字体：會社令）。）は、日本統治下の朝鮮における会社設立について定めた制令である。明治43年（1910年）12月29日公布、明治44年（1911年1月1日）施行。また、会社令施行規則（明治43年12月29日朝鮮総督府令第66号）が制定され、許可申請の手続きの詳細等を規定した。

## 沿革
李氏朝鮮時代は会社組織という概念そのものが存在しなかった。李氏朝鮮の最終時点より、会社の設立の準則法規は設定されないまま、会社の設立は独自に章程を作成し、統理衛門（1895年4月以降は農商工部）に申請し許可を受ければ設立できるようになった。
このような制度の為、官許という名目目当ての内容のない出願があいついだ。そのため大韓帝国政府は、1906年10月16日に勅令第62号として「各種認許の効力及期限に関する件」を制定して、認許後に事業開始がされない場合の認許取消などの規制を行った。
このような規制もあって、韓国併合当時に存在した朝鮮人経営の会社は、合名会社3社、合資会社4社、株式会社14社の計21社しかなかった。
会社令の制定理由として、朝鮮総督府の刊行した施政二十五年史は、次のように記述している（要約）、
当時の朝鮮人は、会社経営の経験に乏しく、詐欺的甘言に乗せられた投資をして大損を蒙るおそれがあった。また、朝鮮に進出した内地系企業も、当地の事情に通じないため、無駄な投資をするなど、健全な経済発展を阻害する可能性が憂慮された。そこで、会社設立・朝鮮以外で設立された会社の本支店設置について、当分の間、朝鮮総督府の許可が義務付けられた。
このことについては、朝鮮に進出しようとした内地系企業の反発も大きく、内地の新聞の論調も概ね反対であった。
1912（大正3）年2月14日第31議会においては、会社令廃止法律案が衆議院に提出されている。この法律案は衆議院で審議未了となったが、審議の中で、施行規則の定める手続きが煩瑣であるとの指摘があり、これには改正を行う旨の答弁があり、会社令施行規則中改正（1914（大正3年）11月13日朝鮮総督府令第162号）により手続の簡素化がされた。
会社令は、大正7年6月に一部改正された。この改正は内地の会社が朝鮮に支店を設置することを容易にするものであった。

## 廃止
1920（大正9）年4月1日に、会社令は廃止され、次のとおり経過措置が講じられた。
- 会社令によって設立した会社であって、会社令廃止ニ関スル件施行の際に現に存するものは、朝鮮民事令によって設立したものとみなす（附則2項）。
- 会社令廃止ニ関スル件施行前に会社令によってした行為は、朝鮮民事令中これに相当する規定がある場合においては、朝鮮民事令によってしたものとみなす（附則3項）。
- 保険業、無尽業又は有価証券の売買若しくは仲立の営業を目的とする会社及び会社組織の取引所については、当分の内、なお従前の例による（附則4項）。
- 旧韓国政府の免許を受け、会社令施行の際に事業を営む会社であって、商法の定める会社のいずれの種類にも適合しないものについては、最も類似する会社に関する規定を準用されていたところ（会社令17条2項）、このような会社には、朝鮮民事令中これに類似する会社に関する規定を準用する（附則5項）。
- 外国において設立した会社であって会社令施行の際に朝鮮に本店又は支店を有するもの（会社令19条2項）又は外国において設立し朝鮮において事業を営むことを主たる目的とする会社であって朝鮮に本店又は支店を設けることなく会社令施行の際にその事業を営むもの（会社令20条）については、当分の内、なお従前の例による（附則6項）。